# Преображенка (Аромашевський район)
Преображе́нка (рос. Преображенка) — присілок у складі Аромашевського району Тюменської області, Росія.
Населення — 61 особа (2010, 120 у 2002).
Національний склад станом на 2002 рік:
- росіяни — 94 %